# Ramón Bueno Gonzalbo
Ramón Bueno Gozalbo (Burriana, Castellón, España, 7 de abril de 1995) es un futbolista español. Juega de Centrocampista y su club actual es la Persija Jakarta de la Liga 1 de Indonesia.

## Trayectoria
Ramón Bueno comenzó en las categorías inferiores del Villarreal CF, hizo su debut en 2006 en el Villarreal CF Fútbol base, pasando poco después al Villarreal CF Juvenil A en categorías inferiores, y posteriormente al Villarreal CF C, donde tras tres temporadas logró ascender al Villarreal CF B en la Segunda División B, donde jugaría durante siete temporadas.
El 11 de junio de 2022, el Villarreal "B" lograría el ascenso a la Segunda División de España, tras vencer en la final de la eliminatoria por el ascenso al Club Gimnàstic de Tarragona por dos goles a cero en el Estadio de Balaídos. Durante la temporada 2021-22, participaría en 17 partidos de liga.
El 1 de julio de 2022, firma por el Córdoba C. F. de la Primera Federación, durante una temporada.

## Clubes
| Club                 | País      | Año         |
| -------------------- | --------- | ----------- |
| Villarreal C. F. "C" | España    | 2014 - 2015 |
| Villarreal C. F. "B" | España    | 2015 - 2022 |
| Córdoba C. F.        | España    | 2022 - 2023 |
| S. D. Tarazona       | España    | 2022 - 2024 |
| Persija Jakarta      | Indonesia | 2024 -      |